# Jamie Benn
Jamie Benn (* 18. července 1989, Victoria, Kanada) je kanadský hokejista hrající severoamerickou NHL za tým Dallas Stars. V klubu zastává funkci kapitána. V sezoně 2014/2015 se stal vítězem bodování v základní části, kdy získal 87 bodů. Jamie Benn byl vybrán v draftu jako 129. v pořadí v roce 2007 z klubu Victoria Grizzlies. Jamie má také staršího bratra Jordieho Benna, který hraje za tým Montreal Canadiens.

## Ocenění a úspěchy
- 2006 VIJHL – Nováček roku
- 2007 BCHL – Nováček roku
- 2008 WHL – Nejlepší střelec mezi nováčcích
- 2009 CHL – Memorial Cup All-Star Tým
- 2009 CHL – Ed Chynoweth Award
- 2009 WHL – První západní All-Star Tým
- 2009 WHL – Nejlepší střelec v playoff
- 2009 WHL – Nejlepší nahrávač v playoff
- 2009 WHL – Nejproduktivnější hráč v playoff
- 2010 AHL – Nejlepší střelec
- 2010 AHL – Nejlepší střelec mezi nováčcích
- 2010 AHL – Nejlepší nahrávač mezi nováčcích
- 2010 AHL – Nejproduktivnější nováček
- 2012 NHL – All-Star Game
- 2014 NHL – První All-Star Tým
- 2015 NHL – Druhý All-Star Tým
- 2015 NHL – Art Ross Trophy
- 2016 NHL – All-Star Game
- 2016 NHL – První All-Star Tým

## Prvenství
- Debut v NHL – 3. října 2009 (Dallas Stars proti Nashville Predators)
- První asistence v NHL – 6. října 2009 (Edmonton Oilers proti Dallas Stars)
- První gól v NHL – 11. října 2009 (Vancouver Canucks proti Dallas Stars, kanadskému brankáři Roberto Luongo)
- První hattrick v NHL – 17. února 2015 (St. Louis Blues proti Dallas Stars)

## Klubová statistika
| Sezóna       | Klub               | Soutěž       |       | Základní část | Základní část | Základní část | Základní část | Základní část |    | Play off | Play off | Play off | Play off | Play off |
| Sezóna       | Klub               | Soutěž       | Z     | G             | A             | B             | TM            | Z             | G  | A        | B        | TM       |          |          |
| 2004–05      | Peninsula Panthers | VIJHL        | 4     | 1             | 2             | 3             | 2             | 2             | 0  | 0        | 0        | 0        |          |          |
| 2005–06      | Peninsula Panthers | VIJHL        | 38    | 31            | 24            | 55            | 92            | 7             | 5  | 7        | 12       | 20       |          |          |
| 2005–06      | Victoria Salsa     | BCHL         | 6     | 0             | 0             | 0             | 0             | —             | —  | —        | —        | —        |          |          |
| 2006–07      | Victoria Grizzlies | BCHL         | 53    | 42            | 23            | 65            | 78            | 11            | 5  | 4        | 9        | 12       |          |          |
| 2007–08      | Kelowna Rockets    | WHL          | 51    | 33            | 32            | 65            | 68            | 7             | 3  | 8        | 11       | 4        |          |          |
| 2008–09      | Kelowna Rockets    | WHL          | 56    | 46            | 36            | 82            | 71            | 19            | 13 | 20       | 33       | 18       |          |          |
| 2009–10      | Dallas Stars       | NHL          | 82    | 22            | 19            | 41            | 45            | —             | —  | —        | —        | —        |          |          |
| 2009–10      | Texas Stars        | AHL          | —     | —             | —             | —             | —             | 24            | 14 | 12       | 26       | 22       |          |          |
| 2010–11      | Dallas Stars       | NHL          | 69    | 22            | 34            | 56            | 52            | —             | —  | —        | —        | —        |          |          |
| 2011–12      | Dallas Stars       | NHL          | 71    | 26            | 37            | 63            | 55            | —             | —  | —        | —        | —        |          |          |
| 2012–13      | Hamburg Freezers   | DEL          | 19    | 7             | 13            | 20            | 30            | —             | —  | —        | —        | —        |          |          |
| 2012–13      | Dallas Stars       | NHL          | 41    | 12            | 21            | 33            | 40            | —             | —  | —        | —        | —        |          |          |
| 2013–14      | Dallas Stars       | NHL          | 81    | 34            | 45            | 79            | 64            | 6             | 4  | 1        | 5        | 4        |          |          |
| 2014–15      | Dallas Stars       | NHL          | 82    | 35            | 52            | 87            | 64            | —             | —  | —        | —        | —        |          |          |
| 2015–16      | Dallas Stars       | NHL          | 82    | 41            | 48            | 89            | 64            | 13            | 5  | 10       | 15       | 10       |          |          |
| 2016–17      | Dallas Stars       | NHL          | 77    | 26            | 43            | 69            | 66            | —             | —  | —        | —        | —        |          |          |
| 2017–18      | Dallas Stars       | NHL          | 82    | 36            | 43            | 79            | 54            | —             | —  | —        | —        | —        |          |          |
| 2018–19      | Dallas Stars       | NHL          | 78    | 27            | 26            | 53            | 56            | 13            | 2  | 8        | 10       | 10       |          |          |
| 2019–20      | Dallas Stars       | NHL          | 69    | 19            | 20            | 39            | 53            | 27            | 8  | 11       | 19       | 32       |          |          |
| 2020–21      | Dallas Stars       | NHL          | 52    | 11            | 24            | 35            | 33            | —             | —  | —        | —        | —        |          |          |
| 2021–22      | Dallas Stars       | NHL          | 82    | 18            | 28            | 46            | 88            | 7             | 1  | 1        | 2        | 6        |          |          |
| 2022–23      | Dallas Stars       | NHL          | 82    | 33            | 45            | 78            | 34            | 17            | 3  | 8        | 11       | 51       |          |          |
| 2023–24      | Dallas Stars       | NHL          | 82    | 21            | 39            | 60            | 41            | 19            | 4  | 11       | 15       | 6        |          |          |
| Celkem v NHL | Celkem v NHL       | Celkem v NHL | 1,112 | 383           | 524           | 907           | 809           | 102           | 27 | 50       | 77       | 119      |          |          |

## Reprezentace
| Rok                       | Tým                       | Soutěž                    | Z  | G | A | B | TM |
| ------------------------- | ------------------------- | ------------------------- | -- | - | - | - | -- |
| 2009                      | Kanada 20                 | MSJ                       | 6  | 4 | 2 | 6 | 4  |
| 2012                      | Kanada                    | MS                        | 8  | 3 | 2 | 5 | 4  |
| 2014                      | Kanada                    | OH                        | 6  | 2 | 0 | 2 | 4  |
| Juniorská kariéra celkově | Juniorská kariéra celkově | Juniorská kariéra celkově | 6  | 4 | 2 | 6 | 4  |
| Seniorská kariéra celkově | Seniorská kariéra celkově | Seniorská kariéra celkově | 14 | 5 | 2 | 7 | 8  |